# 다케 유타카
다케 유타카(일본어: 武 豊, 1969년 3월 15일 ~ )는 일본의 경마 기수다. 1987년 3월 1일 면허 취득 후 현재까지 일본 경마계에서 활동하고 있다.